# Themisto (Tochter des Hypseus)
Themisto (altgriechisch Θεμιστώ Themistṓ) ist eine Figur der griechischen Mythologie.
Sie ist die Tochter des Lapithen Hypseus und die dritte Frau des böotischen Königs Athamas (nach Nephele und Ino). Mit ihm bekommt sie die Söhne Leukon, Erythrios, Schoineus und Ptoos. Hyginus nennt noch zwei weitere Söhne, Sphingios und Orchomenos, und bezeichnet Themisto als die zweite Frau des Athamas. Sie sei von Ino verdrängt worden und habe deshalb aus Rache deren Sohn töten wollen. Aus Versehen tötet sie jedoch ihren eigenen Sohn, der an diesem Tag die Kleider seines Halbbruders trägt, und begeht daraufhin Selbstmord. An anderer Stelle erzählt Hyginus die Geschichte noch einmal leicht abweichend, offenbar als Wiedergabe der verlorenen Tragödie Ino des Euripides: Athamas habe Themisto in dem Glauben geheiratet, seine frühere Frau Ino sei gestorben. Als er entdeckt, dass sie noch lebt, holt er sie in seinen Palast zurück, wo er sie als Sklavin tarnt. Als Themisto dies erfährt, schmiedet sie ihren Racheplan.